# ويد سميث
ويد سميث (بالإنجليزية: Wade Smith)‏ هو لاعب كرة قدم أمريكية أمريكي، ولد في 26 أبريل 1981 في دالاس في الولايات المتحدة.

## وصلات خارجية
- ويد سميث على موقع مرجع كرة القدم المحترفة.كوم (الإنجليزية)